# Fahriye Evcen
Fahriye Evcen Özçivit  (Solingen, Alemania, 4 de junio de 1986) es una actriz alemana de cine y televisión radicada en Turquía, mayormente conocida por sus roles como Necla Tekin en la serie Yaprak Dökümü y como Feride en Çalıkuşu. También, ha interpretado las bandas sonoras de algunas de las series y películas en las que ha participado. 
En 2018, Fahriye Evcen logró un récord en IMDb alcanzando el máximo nivel entre los actores y actrices turcos de la clasificación mundial.Fahriye Evcen sabe hablar 5 idiomas: alemán, turco, inglés, francés y español con fluidez.

## Biografía
Nació el 4 de junio de 1986 en Solingen, Alemania. Es hija de Ramazan Evcen, arquitecto paisajista y de Hatime Evcen, ama de casa y tiene 3 hermanas mayores: Ayşen, Demet y Neşe Evcen.Su padre era un inmigrante turco de Kavala, Grecia, su madre es de origen circasiana y en 1974 se establecieron en Alemania Su padre falleció el 12 de febrero de 2020 después de una larga batalla contra el cáncer de estómago, que supuso una gran pérdida y dolor para ella.
Se describe como una mujer fuerte, segura de sí misma, intensa, algo perfeccionista, curiosa, amante del aprendizaje, de la lectura y de la naturaleza, positiva, disciplinada y autocrítica a nivel profesional. No tolera las injusticias hacia los que no pueden defenderse. Es muy deportista; jugó al baloncesto hasta la escuela secundaria y suele hacer crossfit, pilates y kickboxing. Su filosofía de vida es Carpe Diem ("Vive el momento"). Para ella, «la felicidad se convierte en algo normal cuando tenemos paz y equilibrio dentro de nosotros mismos».
Fahriye Evcen ha reconocido que durante su infancia tuvo dificultades con su familia en Alemania. Cuando tenía 7 años, presenció el ataque incendiario de Sollingen, en el que los neonazis empezaron a incendiar las casas donde vivían los turcos. La familia de Evcen mantuvo las luces de su casa apagadas durante semanas para que pareciese que la casa estaba deshabitada. Para escapar en caso de emergencia, idearon un mecanismo desde el balcón hasta el jardín con cuerdas. La actriz ha reconocido que es un acontecimiento que no puede olvidar.
Estudió teatro durante 2 años y también tiene talento para el canto. Disfruta visitando museos y exposiciones de pintura y escultura y escuchando conferencias. Le interesa la filosofía, especialmente Descartes Comenzó a estudiar sociología en la Universidad Heinrich-Heine en su país natal durante un año.
A los 19 años, mientras se encontraba de vacaciones en Turquía, Evcen participó como espectadora en el programa de Oya Aydoğan, quien la presentó al productor turco İbrahim Mertoğlu que se interesó en ella y, aunque regresó a Alemania, finalmente se estableció en Estambul con su madre y comenzó su carrera como actriz. En cuanto al cambio de vida que experimentó, la actriz comentó que al nacer en una ciudad pequeña no estuvo expuesta al tráfico ni al estrés y que esto le impactó cuando se instaló en Estambul.

«Aquí todo fluye rápido y te enfrentas al caos y al estrés. Con el tiempo, vi lo que significa vivir con estrés y que todo se desarrolle un poco más rápido. Pero rápidamente hice las paces con esta situación».

Al mudarse a Turquía, comenzó a estudiar historia en la Universidad del Bósforo accediendo con un examen que preparó en 4 meses, al tiempo que trabajaba como actriz, graduándose en 2014.
En 2017, figuró en el puesto número 9 de la lista "las mujeres más bellas del mundo" hecha por Buzznet, en la que también fueron mencionadas celebridades como Beyoncé, Angelina Jolie y Emma Watson.
En 2018, la actriz se retiraba del mundo de la actuación temporalmente debido a su embarazo y sus deseos de querer dedicarse plenamente a la maternidad, aunque continuó trabajando esporádicamente en publicidad. En 2021, se reincorporó al trabajo con varias colaboraciones publicitarias y coprotagonizando la serie de televisión Alparslan: Büyük Selçuklu.

## Carrera profesional

### 2005-2012: Inicios
A los 19 años, debutó como actriz fue en la serie Asla Unutma en 2005 y, en 2006 formó parte del elenco principal de la serie Yaprak Dökümü. En el 2007, hizo su primer debut cinematográfico en la película Cennet. Durante los años siguientes protagonizó diversas series y películas como Veda, Takiye: Allah yolunda o Evim Sensin. En 2012, Fahriye Evcen interpretó la canción Su diyeti para la película Evim Sensin mostrando sus dotes para el canto.

### 2013-2019:Çalıkuşu,Ölene Kadar,L'Oreal Parisy Koton
En el año 2013, Evcen interpretó a Feride en la serie Çalıkuşu, basada en el libro homónimo del escritor turco Reşat Nuri Güntekin junto al actor turco Burak Özçivit, con el que empezó una relación sentimental que acabaría en matrimonio años más tarde. La serie fue la tercera adaptación televisiva de la historia en la que Fahriye Evcen contó con el apoyo público de Aydan Şener, que había interpretado a Feride hacía 27 años. Para el lanzamiento de la serie a nivel internacional, la actriz asistió a la feria MIPCOM en Cannes (Francia) junto con su coprotagonista y al productor de la serie. Allí, Evcen recibió una oferta cinematográfica para actuar en la misma película que Vincent Cassel, pero finalmente no se llevó a cabo.
En 2014, Fahriye Evcen asistió a una cena organizada y presidida por Abdullah Gül, presidente de Turquía en honor al presidente alemán Joachim Gauck y su esposa Daniela Schadt, que se encontraban en Turquía en una visita oficial.
Entre 2015 y 2021, la actriz fue la embajadora de belleza en Turquía de L'Oreal Paris, una colaboración con la que Evcen se mostró muy feliz y orgullosa. En ese mismo año, acudió al Festival de Cannes para el estreno de la película Carol del director Todd Hayne con un vestido diseñado por Tom Ford.
En 2016, Fahriye Evcen comenzó a ser el rostro de la marca turca de ropa femenina Koton, colaboración que se extendió hasta el año 2019. En 2017, la actriz se estrenaba como diseñadora en la marca para la temporada primavera-verano con una colección de 51 piezas cuyo lema fue "Now White Jeans Fashion". En 2023, regresaría a ser el rostro publicitario de la marca.
En el 2017, protagoniza junto a Engin Akyürek la serie Ölene Kadar, producida por Tims Productions y vendida a más de 100 países, de la que Tailandia ha lanzado una adaptación llamada Barb Ayuttitham. Estados Unidos también realizó una adaptación de la serie que se emitió por el canal NBC y que se llamó Eternal. En el mismo año, actuó en Sonsuz Aşk con Murat Yıldırım y asistió por segunda vez al Festival de Cannes con un vestido diseñado por Georges Hobeika. Allí se reencontró con la famosa actriz italiana Claudia Cardinale con la que había coincidido hacía 7 años.
En 2019, Evcen colaboró con UNICEF en Alemania donde se reunió con varios niños de la ONG con motivo del Día Internacional del Niño.

### 2021-presente: Regreso a la televisión
En 2021, regresó a la televisión después de convertirse en madre por primera vez con el personaje de Akça Hatun en la serie de drama histórico Alparslan: Büyük Selçuklu junto a Barış Arduç. Para prepararse para el papel, la actriz recibió lecciones de equitación y de esgrima. Del mismo modo, la actriz se convirtió en empresaria lanzando su propia marca de ropa llamada "Ivi People Archivado el 6 de febrero de 2022 en Wayback Machine.", de la que se ocupó personalmente desde el diseño hasta la etapa de producción.
Además, en ese mismo año, también se convirtió en embajadora de varias empresas y marcas. En abril, la actriz anunció su colaboración con la marca de pañales Prima, en la que también se convirtió en embajadora de buena voluntad. Fahriye Evcen participará en los programas de contribución comunitaria, comerciales y actividades de comunicación de la empresa que se ocupará de satisfacer las necesidades de pañales de decenas de miles de niños en toda Turquía de aquellas familias con escasos recursos económicos.

«Todos sabemos muy bien que lo más hermoso que se le puede dar a los bebés es nuestro amor puro. Además de nuestro amor, creo que es uno de los deberes más importantes de nosotros como padres es tratar de hacer mejor el mundo en el que viven y brindarles un entorno donde puedan crecer con salud, felicidad e igualdad de oportunidades»

En mayo de 2022, Fahriye Evcen viajó a Catar durante tres días al ser invitada a la 18.ª Exposición de Joyas y Relojes de Doha como embajadora y representante de Turquía. Allí asistió a la Embajada de Turquía y se reunió con el embajador quien la felicitó por los acuerdos alcanzados. Además, visitó el Estadio 974, donde se disputaron los partidos de la Copa Mundial de Fútbol de 2022.
A finales de 2023, después de retirarse más de un año por el embarazo y nacimiento de su segundo hijo, Evcen regresó nuevamente al trabajo. En octubre, asistió como invitada a la celebración del 30.º aniversario de TBWA Group Istanbul, una de las principales industrias publicitarias de Turquíay anunció su regreso como principal rostro publicitario de Koton.
En noviembre, Fahriye Evcen asistió como invitada de honor a la Feria de Turquía en Clermont-Ferrand, Francia en donde la recibieron cerca de 10.000 seguidores y recibió el premio a la "Actriz más popular del año".

## Otros proyectos

### Publicidad
Fahriye Evcen fue el rostro principal de L'Oreal Paris desde el 2015 hasta el 2021 con un éxito arrollador. Uno de los anuncios publicitarios que más destacó de ese año fue "La Vie En Rose" , dirigido por Cristina Miranda en el que la actriz interpretó la canción La Vie En Rose de Édith Piaf. En 2016, Fahriye Evcen, Cansu Dere y Asli Enver se reunieron para el lanzamiento de un nuevo comercial de la marca. En 2017, el anuncio "Nova Formula: Arginini Resist x 3" protagonizado por la actriz logró traspasar por primera vez las fronteras turcas emitiéndose en más de 10 países como Ucrania, Polonia o Rusia. Para rodar dicho anuncio Evcen, que ya era aficionada al boxeo, trabajó con entrenadores profesionales en Bujin Fight Club. En 2018, el equipo de L'Oreal Paris Turquía le organizó una celebración sorpresa a la actriz por su cuarto año junto a la marca. En 2020, el anuncio L'Oréal Paris Elseve 6 Miraculous Oil se transmitió en Kazajistán donde atrajo gran atención. En 2021, Fahriye Evcen rodó el último anuncio publicitario con la marca ("50 Çünkü Biz Buna Degeriz") que celebraba su 50.º aniversario en el que hacía un pequeño discurso redactado por sí misma para empoderar a las mujeres.
En 2016, empezó a representar a la marca de ropa femenina Koton hasta el año 2018, siendo la primera vez que la actriz colaboraba con una marca de moda. En 2017, en el anuncio publicitario "Şimdi Özgür Ruhlu Jean Moda"  Interpretó la canción principal. En ese mismo año, la empresa textil ganó el premio de "Marca de Ropa de Mujer Más Admirada" por 5.ª vez consecutiva concedido por la Asociación de Centros Comerciales e Inversores (AYD) y Fahriye Evcen fue seleccionada como "El Rostro de Marca más Admirado". En 2023, Evcen regresó a ser el rostro publicitario de Koton después de 5 años. En menos de 24 horas, el anuncio publicitario protagonizado por Fahriye Evcen superó las 5 millones de reproducciones y varios de sus modelos se agotaron.
En 2021, se reincorporó de nuevo a la publicidad después de convertirse en madre por primera vez, colaborando con la marca de muebles Divanev y con la marca de pañales Prima. Para uno de sus anuncios, la actriz interpretó la canción de cuna Bana Ellerini Ver.

### Filantropía
En 2015, Fahriye Evcen y Burak Özçivit grabaron el sencillo Hasretinle Yandı Gönlüm cuyos beneficios íntegros fueron dirigidos a la Organización Turca de Lucha contra el Cáncer Infantil.
Fahriye Evcen suele utilizar la celebración de su cumpleaños para solicitar a sus aficionados donaciones para distintas organizaciones no gubernamentales, con las que ella también contribuye económicamente, como regalo de aniversario. En 2016, la actriz y sus seguidores colaboraron con la Fundación Koruncuk que contribuye a mejorar las necesidades básicas y educativas de miles de niños y niñas en Turquía. En 2018, la actriz pidió a sus aficionados donaciones para UNICEF y, gracias a dichas donaciones, se pudieron administrar vacunas contra la poliomielitis a 1680 niños, vacunas contra el sarampión a 900 niños y vacunas contra el tétanos a 570 niños. En 2019 y 2020, la actriz volvió a solicitar ayuda para UNICEF, logrando enviar un paquete de 90 dosis de vacunas contra el tétanos, 240 vacunas contra la poliomielitis y 240 contra el sarampión. Del mismo modo, en 2020 y 2021 también se hicieron donaciones a diferentes organizaciones benéficas en nombre de su primogénito Karan por su cumpleaños, algo que agradeció la actriz en redes sociales.
En 2017 y con motivo de su boda, Fahriye Evcen y su esposo Burak Özçivit donaron 500 árboles jóvenes - uno por cada invitado a la boda- a la Fundación turca para la lucha contra la erosión, la forestación y la conservación de activos naturales (TEMA).
En 2018, colaboró con UNICEF en Alemania donde se reunió con varios niños de la ONG con motivo del Día Internacional del Niño.
En 2020, durante la pandemia Fahriye Evcen y su esposo Burak Özçivit se unieron a la campaña "Evde kal" ("Quédate en casa"), un apoyo que agradeció públicamente el ministro de salud turco Fahrettin Koca. En ese año, Evcen participó en la retransmisión organizada por Bergüzar Korel y Hatice Şendil donde se recaudaron fondos para financiar el costo del medicamento más caro del mundo, Zolgensma, dirigida a un niño de 3 años con Atrofia Muscular Espinal tipo 1.
En febrero de 2023, con motivo de los terremotos de Turquía y Siria Fahriye Evcen y su esposo Burak Özçivit enviaron un camión con ropa y alimentos de primera necesidad a la zona del terremoto y donaron un total de 600.000 liras turcas a Afad y a otras organizaciones humanitarias. También, ambos participaron en una transmisión en vivo en la plataforma de YouTube en la que consiguieron recaudar hasta 400.000 dólares que donaron íntegramente a las víctimas del terremoto.

## Vida personal
En el 2014 comenzó una relación sentimental con Burak Özçivit, su coprotagonista en la serie Çalıkuşu. Después de más de 3 años de noviazgo, ambos contrajeron matrimonio el 29 de junio del 2017 en la mansión Sait Halim Paşa en Estambul en una boda que fue denominada como "la boda del año". Semanas antes de casarse, los prometidos visitaron al alcalde del distrito de Beşiktaş, al que le entregaron las invitaciones a la ceremonia. El día de la boda, Fahriye Evcen utilizó 3 vestidos; el principal fue diseñado específicamente para ella por Raşit Bağzıbağlı y la tela del vestido fue traída de Francia y de la India. Tanto la tela, que fue decorada con pequeños cristales como los encajes fueron bordados a mano durante semanas de trabajo. A la ceremonia acudieron más de 500 invitados entre los que se encontraban familiares, amigos, compañeros de profesión (asistentes de cámaras, directores, etc) y numerosas personalidades del arte, de la música y de los negocios como Serenay Sarıkaya, Kerem Alışık, Aslı Enver, Kerem Bürsin, Hilal Saral, Murat Yıldırım, Kenan İmirzalıoğlu, Murat Boz, Sinem Kobal, Hatice Şendil, Nur Fettahoglu, Ugur Aslan, entre otros muchos.
A finales de 2018, la pareja confirmó que estaban esperando un hijo. El 13 de abril de 2019 nació Karan, el primer hijo de la pareja, en el Hospital Americano de Estambul. Fahriye Evcen se retiró temporalmente de su trabajo por su expreso deseo de dedicarse completamente a la maternidad incorporándose en 2021.
En junio de 2022, Fahriye Evcen y su esposo Burak Özçivit anunciaron que estaban esperando su segundo hijo. Meses después, a principios de agosto de 2022, la actriz contrajo coronavirus, pero superó la enfermedad sin presentar síntomas. El 18 de enero de 2023, nació el segundo hijo del matrimonio en el Hospital Americano de Estambul, al que pusieron el nombre de Kerem.

## Filmografía

### Televisión
| Año       | Título                    | Personaje        | Nota(s)                          | Canal   |
| --------- | ------------------------- | ---------------- | -------------------------------- | ------- |
| 2005      | Asla Unutma               | Pınar            | Elenco Principal                 |         |
| 2006      | Hasret                    | Songül           | Elenco Principal (8 episodios)   | Kanal D |
| 2006-2010 | Yaprak Dökümü             | Necla Tekin      | Elenco Principal (174 episodios) | Kanal D |
| 2011      | Yalancı Bahar             | Zeynep           | Protagonista (9 episodios)       | Kanal D |
| 2012      | Veda                      | Mehpare          | Protagonista (8 episodios)       | Kanal D |
| 2013-2014 | Çalıkuşu                  | Feride           | Protagonista (30 episodios)      | Kanal D |
| 2014      | Kurt Seyit ve Şura        | Mürvet           | Elenco Principal (8 episodios)   | StarTV  |
| 2017      | Ölene Kadar               | Selvi            | Protagonista (13 episodios)      | ATV     |
| 2021-2022 | Alparslan: Büyük Selçuklu | Akça Hatun/Maria | Protagonista (27 episodios)      | TRT     |

### Cine
| Año  | Título                           | Personaje            | Nota(s)      |
| ---- | -------------------------------- | -------------------- | ------------ |
| 2007 | Cennet                           | Kız                  | Protagonista |
| 2008 | Aşk Tutulması                    | Pınar                | Protagonista |
| 2009 | Alvin ve Sincaplar 2             | Jeanette             | Doblaje      |
| 2010 | Takiye: Allah yolunda            | Sevde                | Protagonista |
| 2011 | Sinyora Enrica ile İtalyan Olmak | Joven Signora Enrica | Protagonista |
| 2012 | Evim Sensin                      | Leyla                | Protagonista |
| 2015 | Aşk Sana Benzer                  | Deniz                | Protagonista |
| 2017 | Sonsuz Aşk                       | Zeynep               | Protagonista |
| 2025 | Tete ve Masal: Rüyalar Diyarı    | Reina Amazonas       | Protagonista |

### Sencillos
| Año       | Título                                         | Intérprete                 | Nota(s) | Ref.    |
| --------- | ---------------------------------------------- | -------------------------- | --- | ------- |
| 2012      | Sen Yarim İdun                                 | Ella misma y Özcan Deniz   | Banda sonora de Evim Sensin                                                                                    |         |
| 2012      | Bir Fırtına Tuttu Bizi                         | Ella misma                 | Para Veda |         |
| 2013-2014 | Benim Gözüm Sende                              | Ella misma                 | Banda sonora de Çalıkuşu                                                                                       |         |
| 2013-2014 | Bahçede Yeşil Çınar                            | Ella misma                 | Banda sonora de Çalıkuşu                                                                                       |         |
| 2015      | Hasretinle Yandı Gönlüm                        | Ella misma y Burak Özçivit | Banda sonora de Aşk Sana Benzer. Beneficios donados a la Organización Turca de Lucha contra el Cáncer Infantil | [ 90 ]  |
| 2015      | La Vie En Rose                                 | Ella misma                 | Para L'Oreal Paris                                                                                             | [ 129 ] |
| 2021      | Extracto de Bana Ellerini Ver                  | Ella misma                 | Para Prima | [ 89 ]  |
| 2021      | Turnam git de yari çağır gelir ise tahtı hazır | Ella misma                 | Para Alparslan: Büyük Selçuklu                                                                                 | [ 130 ] |

### Publicidad
| Año           | Empresa / Producto | Notas                                           |
| ------------- | ------------------ | ----------------------------------------------- |
| 2011          | Ülker Golf Bravo   | [ 131 ]                                         |
| 2015-2021     | L'Oreal Paris      | [ 132 ] [ 133 ] [ 134 ] [ 135 ] [ 136 ] [ 137 ] |
| 2016-2018     | Koton              | [ 44 ] [ 138 ] [ 139 ] [ 140 ]                  |
| 2021          | Divanev            | [ 87 ]                                          |
| 2021          | Prima              | [ 88 ]                                          |
| 2023          | Koton              | [ 48 ]                                          |
| 2024-presente | Istikbal           | Con su esposo Burak Özçivit                     |
| 2025          | Piaget SA          |                                                 |
| 2025          | Halbank            |                                                 |

## Premios y nominaciones
| Año  | Premio                                                                     | Categoría                       | Trabajo                   | Resultado | Ref.            |
| ---- | -------------------------------------------------------------------------- | ------------------------------- | ------------------------- | --------- | --------------- |
| 2013 | Premios YTU Estrellas del año o Premio de la Universidad Técnica de Yildiz | Mejor actriz de cine            | Evim Sensin               | Ganadora  | [ 143 ]         |
| 2013 | Premios MGD 19th Golden Lens                                               | Mejor actriz de cine            | Evim Sensin               | Ganadora  | [ 144 ]         |
| 2013 | Premios Revista Política                                                   | Actriz de cine del año          | Evim Sensin               | Ganadora  | [ 145 ] [ 146 ] |
| 2014 | 5.º Premios Elle Style                                                     | Actriz más elegante             | Çalıkuşu                  | Ganadora  | [ 147 ] [ 148 ] |
| 2016 | Premios YTU Estrellas del año o Premio de la Universidad Técnica de Yildiz | Actriz más admirada del año     | Aşk Sana Benzer           | Ganadora  | [ 149 ]         |
| 2016 | Premio Golden Sebilj por la Universidad Internacional de Sarajevo          | Actriz del año                  | Çalıkuşu                  | Ganadora  | [ 150 ]         |
| 2016 | Turkey Youth Awards                                                        | Mejor actriz de TV              | Çalıkuşu                  | Nominada  | [ 151 ]         |
| 2017 | Turkey Youth Awards                                                        | Mejor actriz de cine            | Sonsuz Aşk                | Ganadora  | [ 152 ] [ 153 ] |
| 2017 | Turkey Youth Awards                                                        | Mejor anuncio publicitario      | Koton                     | Nominada  | [ 152 ] [ 153 ] |
| 2017 | Premios AYD                                                                | El Rostro de Marca más Admirado | Koton                     | Ganadora  | [ 85 ] [ 86 ]   |
| 2017 | Premio 1453 de la Universidad de Estambul                                  | Actriz del año                  | Sonsuz Aşk/Ölene Kadar    | Ganadora  |                 |
| 2018 | Premios YTU Estrellas del año o Premio de la Universidad Técnica de Yildiz | Actriz más admirada del año     | Sonsuz Aşk/Ölene Kadar    | Ganadora  | [ 154 ]         |
| 2018 | Turkey Youth Awards                                                        | Mejor actriz de cine            | Sonsuz Aşk/Ölene Kadar    | Nominada  | [ 155 ]         |
| 2021 | Premios Crystal Globe                                                      | Mejor actriz del año            | Alparslan: Büyük Selçuklu | Ganadora  |                 |
| 2022 | Festival Internacional de Cine de Izmir                                    | Mejor Actriz                    | Alparslan: Büyük Selçuklu | Nominada  |                 |
| 2023 | Festiculture France                                                        | Actriz más popular del año      | Carrera profesional       | Ganadora  | [ 69 ]          |